# ثمد حاد
ثمد حاد (الاسم العلمي:Themeda arguens) هو نوع من النباتات يتبع جنس الثمد من الفصيلة النجيلية.